# Peter Boeckel
Peter Boeckel, auch: Bökel, Bockel, Beekel (* um 1530 in Antwerpen; † 13. Juni 1599 in Wismar) war ein in Deutschland tätiger flämischer Maler und Kartograf.

## Biografie
Boeckel entstammte einer Künstlerfamilie aus Antwerpen und war ein Sohn des Malers Cornelius Boeckel. Die lutherische Familie soll aus konfessionellen Gründen Antwerpen verlassen haben und ließ sich in Hamburg nieder. Er war als sowohl als Porträtist wie auch als Dekormaler tätig und ist auch als Kartograf tätig gewesen. 1559 schuf er eine monumentale Karte von Dithmarschen als Holzschnitt von neun Druckstöcken in den Massen 108 cm × 74 cm, die im Original lediglich in einem Exemplar in der Österreichischen Nationalbibliothek überliefert ist.
Ab 1561 bis kurz vor seinem Tod stand er im Dienst der mecklenburgischen Herzöge. 1561 war er Hofmaler in Schwerin bei Herzog Johann Albrecht I. und nach dessen Tod 1576 bei dessen Bruder Herzog Ulrich III. Zuletzt wirkte er als privater Maler in Wismar, wo er 1567 ein Haus in der Krämerstraße erworben hatte und 1580 eine Windmühle erbaute. Ab 1584 war er Vorsteher der Wismarer Marienkirche.
Sein Sohn Martin Boeckel († 1641) wurde Landmesser und Kanzleisekretär am Hof in Schwerin, sein Enkel Martin von Böckel Jurist und Diplomat, unter anderem Syndicus in Lübeck und Kanzler in Wolfenbüttel.

## Werke

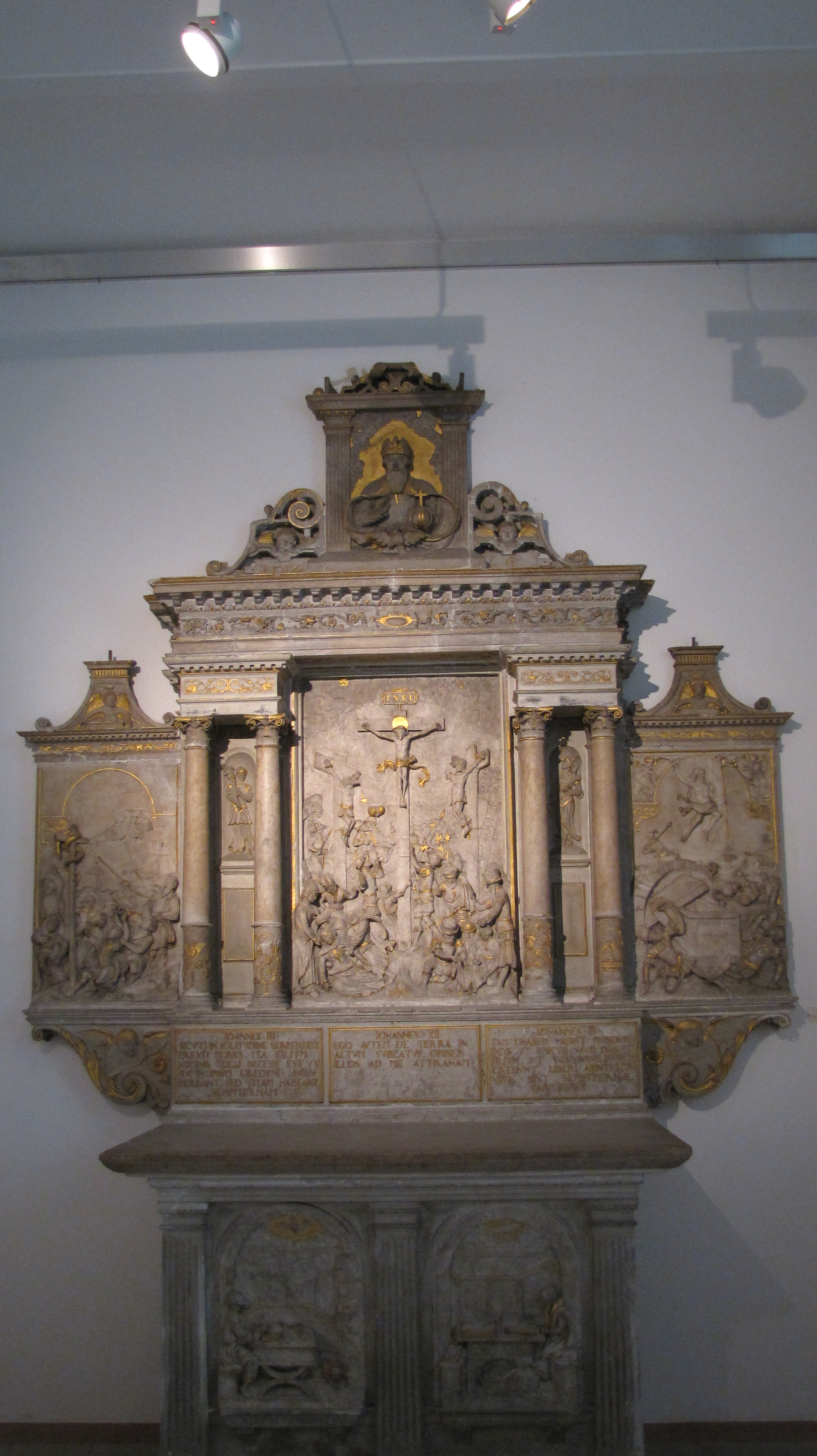
Von Boeckel vergoldeter Renaissance-Altar der Schlosskirche, heute im Staatlichen Museum

- 1561 malte Boeckel die Schweriner Schlosskapelle aus und vergoldete das Renaissance-Retabel, das sich heute im Staatlichen Museum befindet.
- 1582 Ausmalung Seigerhaus von St. Marien Wismar
- 1570 Orgelprospekt der Stadtpfarrkirche Malchin (1779 abgebrochen)
- Doppelbildnis Herzog Johann Albrecht I. und Herzogin Anna Sophie, Staatliches Museum Schwerin
- Doppelbildnis Herzog Ulrich III. mit seiner Frau Anna, Staatliches Museum Schwerin
- 1574: Porträts der Ahnengalerie im Schweriner Schloss: Johann Abrecht I., Anna Sophie (zugeschrieben)[2]
- Titel-Holzschnitt der Mecklenburgischen Schäferordnung (1578)
- Reinausführungen der Karte von Tilemann Stella
- Landesgrenze gegen Pommern bei Ribnitz, Damgarten und Freudenberg (um 1570), Landeshauptarchiv Schwerin[3]

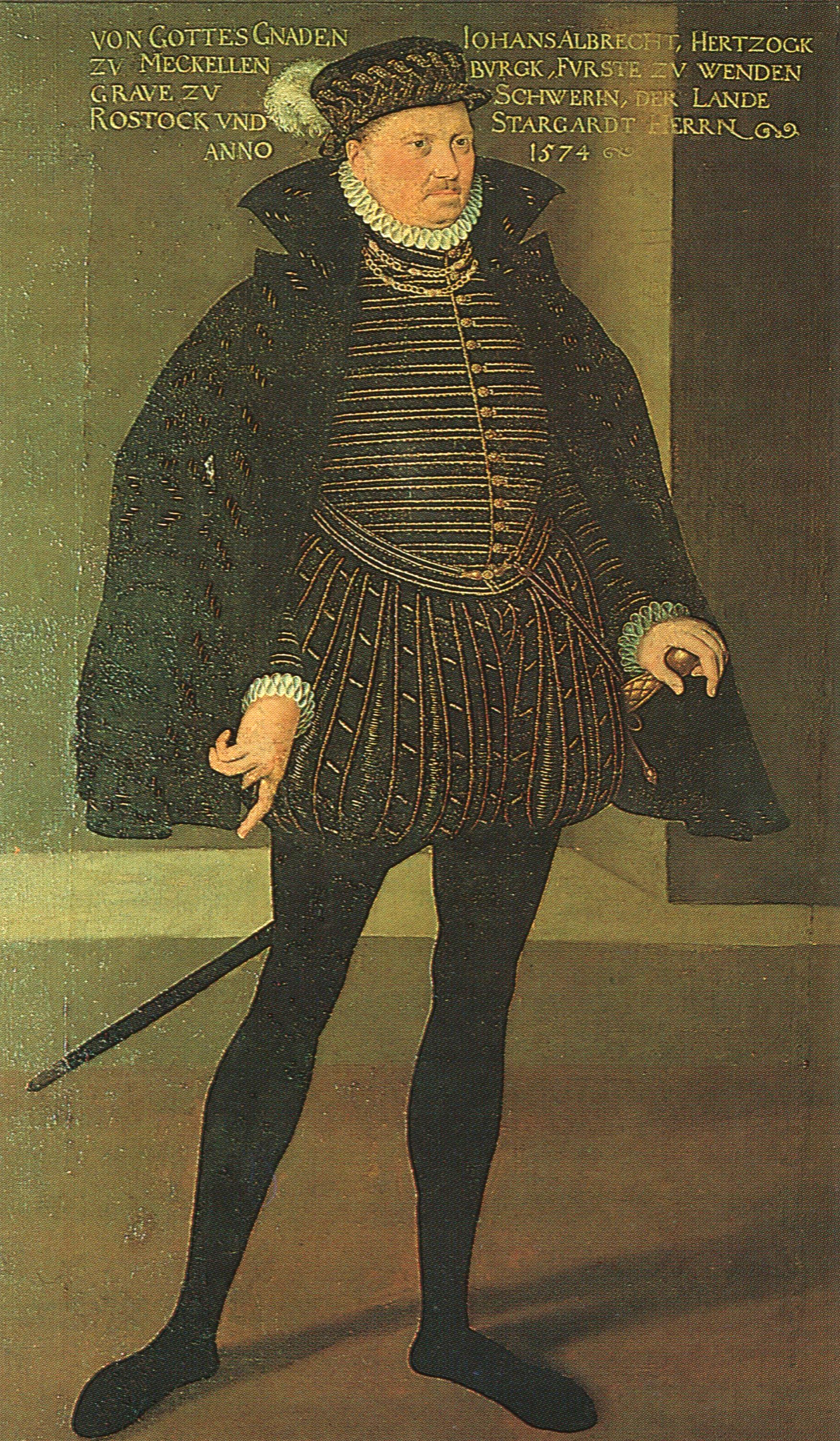
Johann Abrecht I.
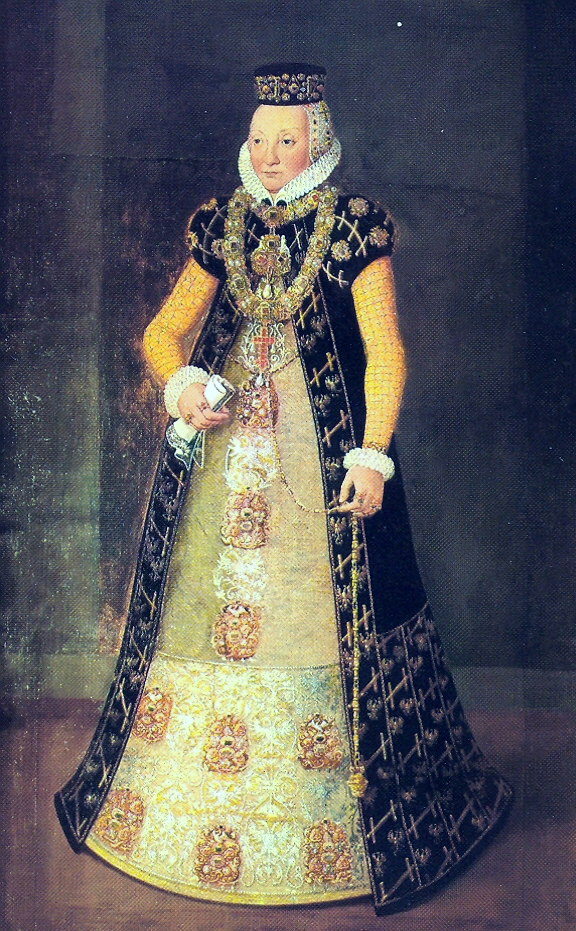
Anna Sophie
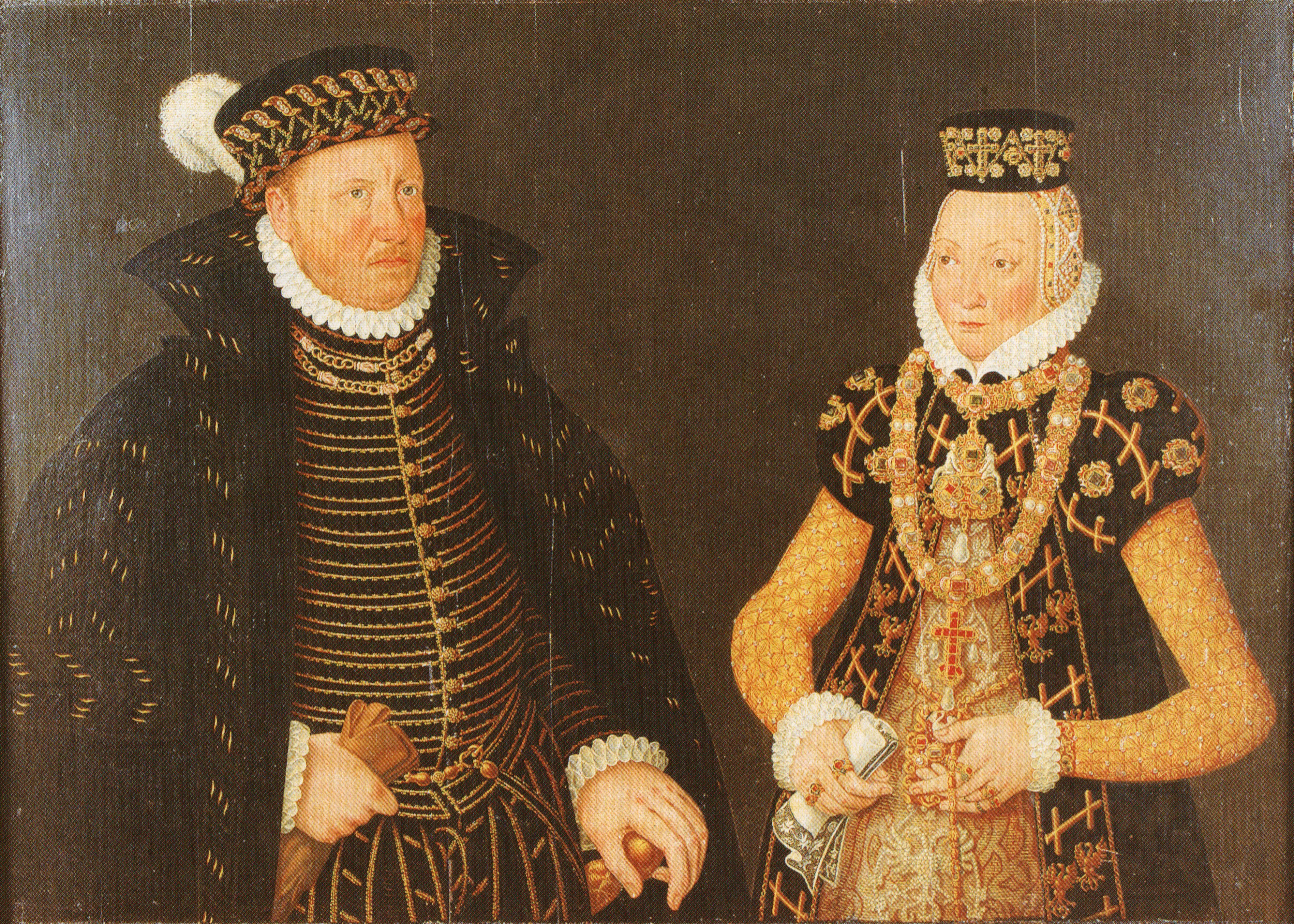
Johann Albrecht I. und Anna Sophie